# Michel Audiard
Pour les articles homonymes, voir Audiard.
Michel Audiard, né le 15 mai 1920 à Paris dans le 14e arrondissement, mort le 28 juillet 1985 à Dourdan (Essonne), est un dialoguiste, scénariste, acteur et réalisateur français de cinéma, également écrivain et chroniqueur de presse.
Ses dialogues, qui puisent dans l'argot, le parler parisien et l'ironie, ont marqué le cinéma français des années 1960 à 1980. 
Il est le père du scénariste et réalisateur Jacques Audiard.

## Biographie

### Jeunesse
Paul Michel naît en 1920 au 2 rue Brézin à Paris dans le 14e arrondissement « de père et mère non dénommés ». Il est reconnu en 1924 par sa mère, Juliette Audiard, qui épouse, en 1921, Raymond Desmeurs.
Michel Audiard passe un certificat d'aptitude professionnel de soudeur. Parallèlement, il se passionne pour la littérature, découvre Honoré de Balzac, Louis-Ferdinand Céline, Marcel Proust ou encore Arthur Rimbaud. Il se passionne également pour le cyclisme, s'entraîne au Vélodrome d'hiver, où il côtoie André Pousse. 

### La guerre
Durant l'Occupation, Michel Audiard rédige des articles et des critiques dans des journaux et hebdomadaires antisémites et collaborationnistes. Par l'intermédiaire de Robert Courtine, il publie dans L'Appel, dirigé par Pierre Costantini. Le 12 août 1943, il publie un conte, Le Rescapé du Santa Maria, dans lequel il mobilise des clichés antisémites. Le 18 mai 1944, il écrit, dans un article favorable à Luc Dietrich :
Son Bonheur des tristes jaillit telle une source vive, un bain d'exquise fraîcheur, nous purifiant fort à propos des amours sophistiquées et de la poésie liquéfiante de dame Cocteau.
Le 1er juin 1944, il y écrit :
[...] il est inutile d'avoir survolé la cordillère des Andes de nuit pour avoir envie de botter les fesses du petit youpin Joseph Kessel en paiement des insanes goujateries dont il a cru auréoler le souvenir du grand Mermoz. 
En 1947, il est brièvement inquiété par les autorités qui ont retrouvé une fiche d'adhésion à son nom au groupe Collaboration. Il se défend d'avoir adhéré au groupe et affirme que cette inscription s'est faite à son insu.

En 2017, à la suite des révélations du passé collaborationniste d'Audiard, son petit-fils, Stéphane Audiard, affirme au journal Le Figaro : 
Si vous me permettez de défendre la mémoire de mon grand-père, je pense qu'il agit à l'époque par faiblesse, par entraînement. Il était issu d'un milieu modeste, avait dû arrêter l'école au certificat d'étude. Il va voler des vélos, devenir une sorte de petit voyou et rencontrer dans ce milieu des mecs très à droite comme Courtine. [...] Michel qui a toujours été bon en « rédac » mais qui n'a que son certificat d'études a une chance rare de sortir de son milieu. Il va la saisir sans être trop regardant. Né dans un autre temps, j'en suis sûr, anarchiste comme il était, il aurait pu écrire dans des journaux d'extrême-gauche.
Il affirme également au journal Valeurs Actuelles que Michel Audiard a fait partie du réseau de résistance Alliance à partir du mois de septembre 1943 d'après une attestation du capitaine Pierre Grolleau, voir aussi sur le site du monde..
L'historien Pascal Orly range Michel Audiard parmi les auteurs anarchistes de droite comme les écrivains Marcel Aymé ou Louis-Ferdinand Céline. Audiard est également un grand admirateur de Céline et aurait voulu adapter pour le cinéma son roman Voyage au bout de la nuit.

### L'après-guerre
Le 2 mai 1947, Michel Audiard épouse Marie-Christine Guibert, journaliste, morte le 17 janvier 2022. Ils divorcent en 1972. De leur union naissent deux enfants : 
- François Audiard, né en 1949, mort dans un accident de la route en 1975 ;
- Jacques Audiard, né en 1952, réalisateur et scénariste ;
- Bruno Meynis de Paulin, né en 1953 (fils non reconnu), qui écrit en 2004 Être le fils de Michel Audiard sous le nom de plume Bruno M.

Au lendemain de la guerre, il vivote comme livreur de journaux, ce qui lui permet d’approcher le milieu du journalisme. Il entre à l’Étoile du soir où il commence une série d'articles sur l'Asie rédigés sur des comptoirs de bistrots parisiens. La découverte de l'imposture lui valant d'être rapidement remercié, il devient alors critique de cinéma pour Cinévie.
En 1949, le réalisateur André Hunebelle le fait entrer dans le monde du cinéma en lui commandant le scénario d’un film policier, Mission à Tanger, bientôt suivi de deux autres films, de trois romans policiers, et de premiers succès d’adaptation de romans au cinéma (Garou-Garou, le passe-muraille, Les Trois Mousquetaires). Sa notoriété s’étend. En 1955, grâce à Gilles Grangier, il rencontre Jean Gabin, à qui il propose le scénario de Gas-oil. Ainsi commence une collaboration de sept ans et 17 films dont plusieurs grands succès (Les Grandes Familles, Les Vieux de la vieille, Le Baron de l'écluse, Un singe en hiver, Le cave se rebiffe), et qui ne s’est que peu interrompue : Babette s'en va-t-en guerre, Un taxi pour Tobrouk.

### La célébrité

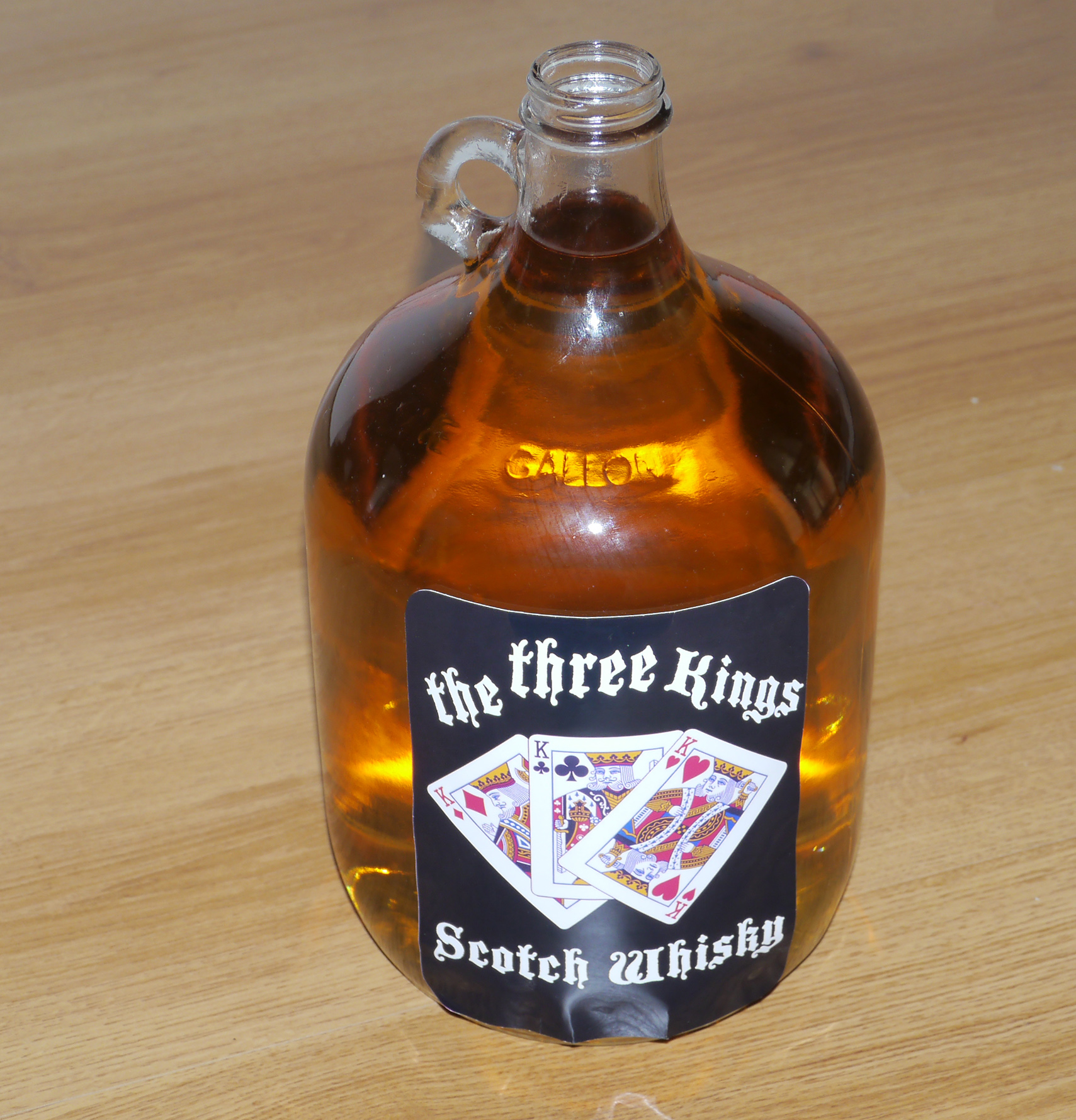
Reconstitution de la fameuse bouteille d'alcool « brutal » du film Les Tontons flingueurs, lors de la scène de la cuisine.

Michel Audiard devient un scénariste populaire, ce qui lui attire les foudres des jeunes cinéastes de la Nouvelle Vague pour lesquels il symbolise le « cinéma de papa ». En 1963, après s’être un peu fâché avec Jean Gabin, il écrit pour Jean-Paul Belmondo (Cent mille dollars au soleil d'Henri Verneuil) et toute une équipe d’acteurs talentueux dont Michel Serrault, Lino Ventura, Francis Blanche, Bernard Blier, Jean Lefebvre (Les Tontons flingueurs et Les Barbouzes de Georges Lautner). Mais la fâcherie avec Jean Gabin ne dure pas et ils se retrouvent en 1967 pour Le Pacha. Ils collaborent encore occasionnellement : Sous le signe du taureau de Gilles Grangier ou Le drapeau noir flotte sur la marmite.
En 1968, il entame une carrière de réalisateur et tourne des films dont les titres sont parmi les plus longs du cinéma français : Faut pas prendre les enfants du bon Dieu pour des canards sauvages, Elle boit pas, elle fume pas, elle drague pas, mais… elle cause !. Son premier film comme réalisateur, Faut pas prendre les enfants du bon Dieu..., est un succès commercial, mais l'accueil du public va déclinant et lui-même est peu convaincu par cette expérience. Après huit films de fiction et un documentaire, il revient à sa véritable vocation de dialoguiste et de scénariste.

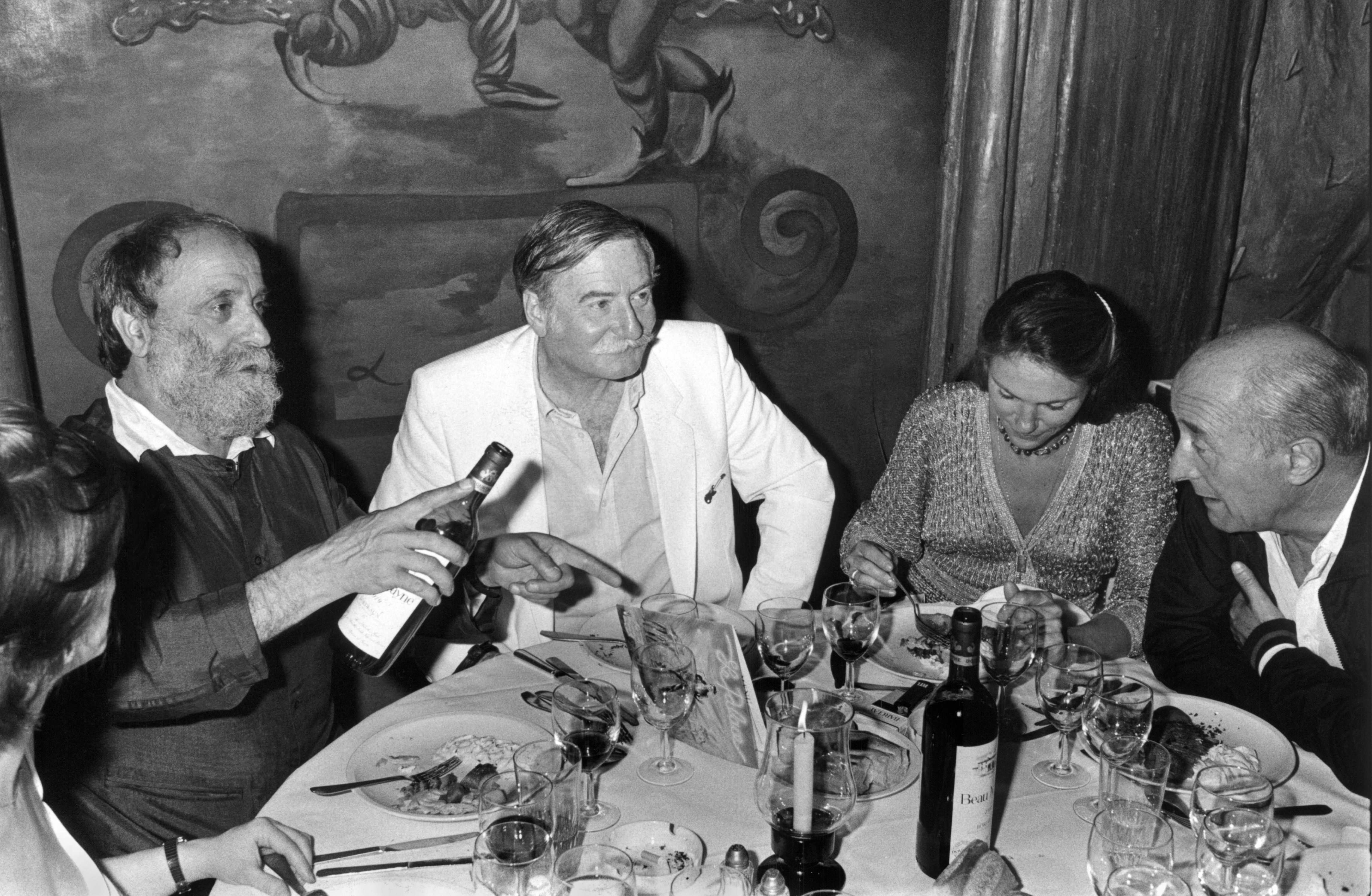
Michel Audiard (de profil, à droite) en compagnie de César Baldaccini et Jacques Lanzmann (1981).

Le 19 janvier 1975, alors qu’il travaille avec le réalisateur Philippe de Broca au scénario de L'Incorrigible, il est durement touché par la mort d'un de ses fils, François, tué dans un accident de voiture. Il en conserve une profonde tristesse qui donnera à son œuvre une tonalité plus sombre (Garde à vue et Mortelle Randonnée de Claude Miller), même s’il continue par ailleurs à participer à de gros succès populaires (Tendre Poulet, Le Guignolo, Le Professionnel). En 1978, il publie un roman en partie autobiographique, La nuit, le jour et toutes les autres nuits, pour lequel il reçoit le prix des Quatre jurys. Il y écrit au sujet de la mort de son fils dans un accident de la route, « ... depuis qu'une auto jaune a percuté une pile de pont sur l'autoroute du Sud et qu'un petit garçon est mort ». Il obtient la reconnaissance de ses pairs en remportant le César du meilleur scénario en 1982 pour Garde à vue.
Gérard Lebovici lui propose ainsi qu'à Patrick Modiano d'écrire une adaptation du livre, L'instinct de mort de Jacques Mesrine, que Philippe Labro réaliserait. Le projet est abandonné à la suite de l'assassinat du producteur.

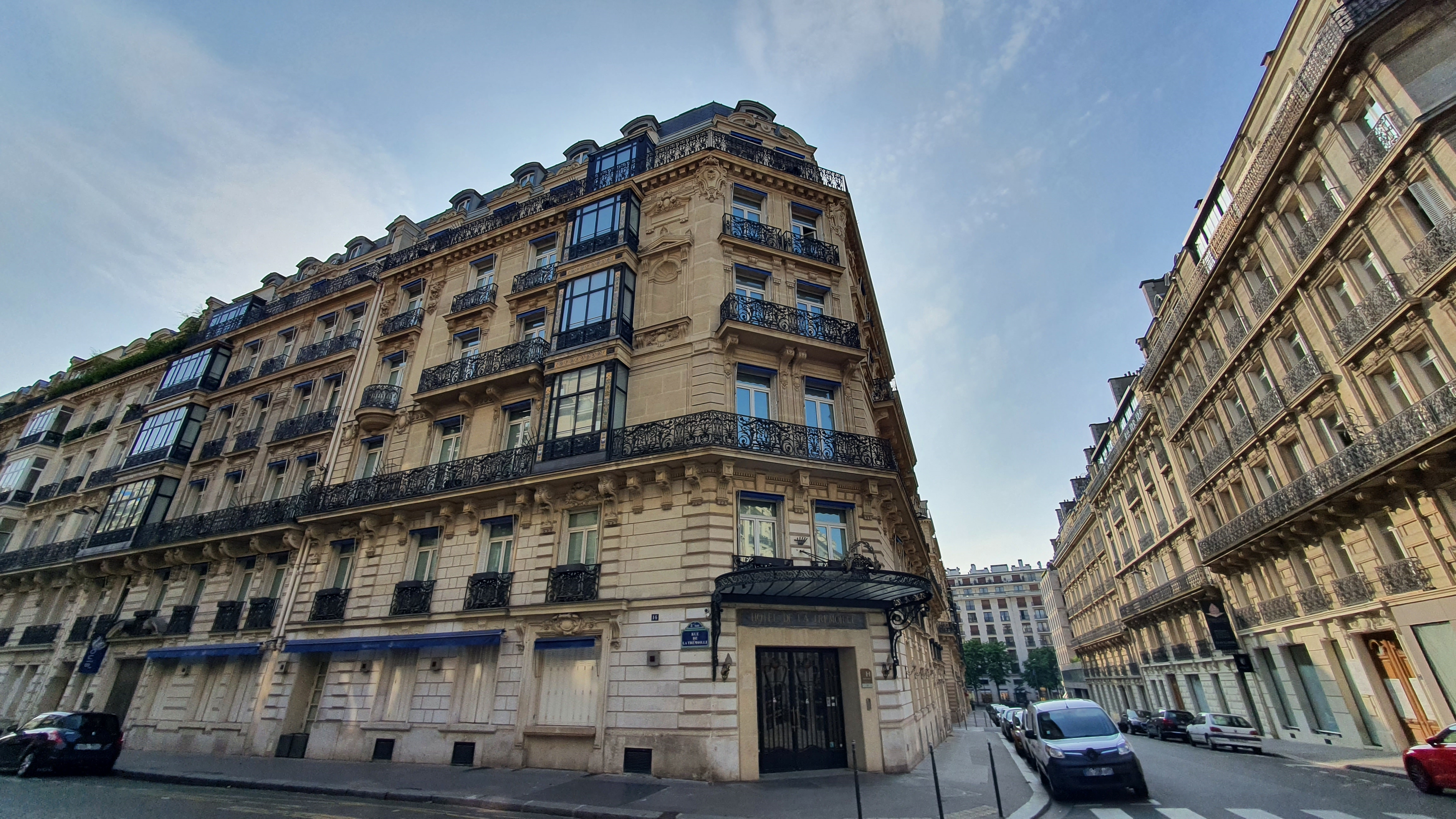
L'hôtel de la Trémoille à Paris.

Il a vécu dans un duplex rue de l'Assomption (16e arrondissement) puis à l'hôtel de La Trémoille, 14 rue de La Trémoille (8e arrondissement), dans la chambre 102, payée par la production, et où il écrivait ses scénarios.
Il meurt le 28 juillet 1985 dans sa maison de Dourdan des suites d'un cancer du poumon, à l'âge de 65 ans.
Il repose au cimetière de Montrouge, dans le 14e arrondissement de Paris.

### Postérité
Les dialogues des films scénarisés par Michel Audiard font l'objet d'un véritable culte populaire, comme en témoigne le nombre de sites web consacrés au sujet.
Alexandre Astier (créateur de la série Kaamelott) est un inconditionnel de Michel Audiard et affirme s'en inspirer pour les dialogues de sa propre série. Il en est de même de Bruno Solo et Yvan Le Bolloc'h pour la série télévisée Caméra Café.

## Hommages
- Michel Sardou lui consacre une chanson en 1992, Le cinéma d'Audiard, coécrite avec Didier Barbelivien, mise en musique par Jean-Pierre Bourtayre.
- Son petit-fils, Marcel Audiard (fils de François), publie en 2017 un roman dont le titre, Le Cri du corps mourant[24], est un clin d'œil à l'un de ses films.
- Une place dans le 14e arrondissement de Paris porte son nom.
- Plusieurs communes françaises (Trégueux, Perpignan, Couëron, Ploeren, Dompierre-sur-Mer, Le Castelet, Limas) ont une voie « Michel Audiard ».
- Un gymnase de Dourdan porte son nom.
- La ville de Chevreuse, dans les Yvelines, a donné son nom à sa salle de spectacle, inaugurée en 2023[25],[26].
- Une salle de Eu (Seine-Maritime) porte son nom.

## Œuvre

### Romans
- Priez pour elle (Fleuve Noir, 1950)
- Méfiez-vous des blondes (Fleuve Noir, 1950)
- Massacre en dentelles (Fleuve Noir, 1952)
- Ne nous fâchons pas (Plon, 1966)
- Le Terminus des prétentieux (Plon, 1968)
- Mon petit livre rouge (Presses Pocket, 1969)
- Vive la France (Julliard, 1973)
- Le P'tit cheval de retour (Julliard, 1975)
- Répète un peu ce que tu viens de dire (Julliard, 1975)
- La Nuit, le jour et toutes les autres nuits (Denoël, 1978) - rééd. 2010
- Le Chant du départ (Fayard, 2017), édité sous la direction de Laurent Chollet

### Autres publications
- Chaque fois qu'un innocent a l'idée de monter un chef-d'œuvre, le chœur des cafards entre en transe…, Chroniques cinématographiques, 1946-1949, éd. établie, présentée et annotée par Franck Lhomeau, Joseph K., 2020.
- Michel Audiard et Georges Simenon, Le Sang à la tête, Maigret tend un piège, Le Président, scénarios édités, présentés et annotés par Benoît Denis, Institut Lumière/Actes Sud, 2020.
- Ça ne me regarde pas, Reportages, nouvelles et contes inédits, 1946-1947, éd. établie, présentée et annotée par Franck Lhomeau, Joseph K., 2021.
- Michel Audiard et Albert Simonin, Le Cave se rebiffe, Mélodie en sous-sol, Les Tontons flingueurs, scénarios édités, présentés et annotés par Franck Lhomeau, Institut Lumière/Actes Sud, 2021.
- Michel Audiard réalisateur, scénarios écrits avec Jean-Marie Poiré, Faut pas prendre les enfants du bon Dieu pour des canards sauvages, Le Cri du cormoran le soir au-dessus des jonques, Comment réussir quand on est con et pleurnichard, scénarios édités, présentés et annotés par Thibaut Bruttin, Institut Lumière/Actes Sud, 2022.
- Michel Audiard-Jean Herman/Vautrin, Flic ou Voyou, L'Entourloupe, Garde à vue, scénarios édités, présentés et annotés par Thibaut Bruttin, Actes Sud/Institut Lumière, 2023

### Mise en roman signée G. C. Almidan
- Les Barbouzes, Presses de la Cité, Un mystère no 733, 1965 (mise en roman du film Les Barbouzes (1964) de Georges Lautner)

### Filmographie

#### Scénariste et dialoguiste

##### Années 1940
- 1949 : Mission à Tanger d'André Hunebelle (scénario et dialogues)

##### Années 1950
- 1950 : On n'aime qu'une fois de Jean Stelli (scénario et adaptation)
- 1950 : Brune ou blonde, court-métrage documentaire de Jacques Garcia (scénario et dialogues)
- 1950 : Méfiez-vous des blondes d'André Hunebelle (scénario, adaptation et dialogues)
- 1951 : Vedettes sans maquillage, court-métrage documentaire de Jacques Guillon (scénario)
- 1951 : Une histoire d'amour de Guy Lefranc (scénario, adaptation et dialogues)
- 1951 : Garou-Garou, le passe-muraille de Jean Boyer (adaptation et dialogues)
- 1951 : Caroline chérie de Richard Pottier (scénario, non crédité au générique)
- 1951 : Ma femme est formidable d'André Hunebelle (scénario, non crédité au générique)
- 1951 : Massacre en dentelles d'André Hunebelle (scénario, adaptation et dialogue)
- 1951 : L'Homme de ma vie de Guy Lefranc (adaptation)
- 1952 : Adorables Créatures de Christian-Jaque (scénario, non crédité au générique)
- 1952 : Pour vous, mesdames de Jacques Garcia (dialogues, non crédité au générique)
- 1952 : Elle et moi de Guy Lefranc (adaptation et dialogues)
- 1952 : Le Feu quelque part (court-métrage) de Pierre Foucaud (scénario)
- 1952 : Le Duel à travers les âges (court-métrage) de Pierre Foucaud (scénario)
- 1953 : Les Dents longues de Daniel Gélin (adaptation et dialogues)
- 1953 : Quai des blondes de Paul Cadéac (scénario)
- 1953 : Les Trois Mousquetaires d'André Hunebelle (scénario et dialogues)
- 1953 : L'Ennemi public nº 1 d'Henri Verneuil (adaptation et dialogues)
- 1954 : Destinées de Christian-Jaque, Jean Delannoy et Marcello Pagliero (scénario, non crédité au générique)
- 1954 : Sang et Lumières de Georges Rouquier (dialogues)
- 1954 : Les Gaîtés de l'escadron de Paolo Moffa (scénario et dialogues)
- 1954 : Poisson d'avril de Gilles Grangier (adaptation et dialogues)
- 1955 : Série noire de Pierre Foucaud (dialogues)
- 1955 : Gas-oil de Gilles Grangier (adaptation et dialogues)
- 1956 : Jusqu'au dernier de Pierre Billon (dialogues)
- 1956 : Le Sang à la tête de Gilles Grangier (adaptation et dialogues)
- 1956 : Mannequins de Paris d'André Hunebelle (adaptation et dialogues)
- 1957 : Courte Tête de Norbert Carbonnaux (dialogues)
- 1957 : Le rouge est mis de Gilles Grangier (scénario)
- 1957 : Mort en fraude de Marcel Camus (scénario et dialogues)
- 1958 : Trois Jours à vivre de Gilles Grangier (scénario et dialogues)
- 1958 : Retour de manivelle de Denys de La Patellière (dialogues)
- 1958 : Maigret tend un piège de Jean Delannoy (scénario et dialogues)
- 1958 : Le Désordre et la Nuit de Gilles Grangier (adaptation et dialogues)
- 1958 : Les Grandes Familles de Denys de La Patellière (scénario et dialogues)
- 1958 : Marchands de rien (court-métrage) de Daniel Le Comte (scénario)
- 1959 : Archimède le clochard de Gilles Grangier (adaptation et dialogues)
- 1959 : Pourquoi viens-tu si tard ? d'Henri Decoin (dialogues)
- 1959 : Maigret et l'Affaire Saint-Fiacre de Jean Delannoy (dialogues)
- 1959 : 125, rue Montmartre de Gilles Grangier (dialogues)
- 1959 : Rue des prairies de Denys de La Patellière (scénario et dialogues)
- 1959 : Babette s'en va-t-en guerre de Christian-Jaque (dialogues)
- 1959 : Les Yeux de l'amour de Denys de La Patellière (dialogues)
- 1959 : Vel d'Hiv' (court-métrage) de Guy Blanc (scénario)
- 1959 : La Bête à l'affût de Pierre Chenal (scénario)
- 1959 : Péché de jeunesse de Louis Duchesne (scénario)

##### Années 1960
- 1960 : Le Baron de l'écluse de Jean Delannoy (dialogues)
- 1960 : La Française et l'Amour d'Henri Verneuil (dialogues sur le sketch L'Adultère)
- 1960 : Les Vieux de la vieille de Gilles Grangier (adaptation et dialogues)
- 1960 : Spécial Noël : Jean Gabin (TV) de Frédéric Rossif (scénario)
- 1961 : Un taxi pour Tobrouk de Denys de La Patellière (dialogues)
- 1961 : Les lions sont lâchés d'Henri Verneuil (dialogues)
- 1961 : Le Président d'Henri Verneuil (adaptation et dialogues)
- 1961 : Les Amours célèbres de Michel Boisrond (dialogues sur le sketch Les Comédiennes)
- 1961 : Le cave se rebiffe de Gilles Grangier (adaptation et dialogues)
- 1961 : Le Bateau d'Émile de Denys de La Patellière (adaptation et dialogues)
- 1962 : Un singe en hiver d'Henri Verneuil (dialogues)
- 1962 : Le Gentleman d'Epsom de Gilles Grangier (adaptation et dialogues)
- 1962 : Le Diable et les Dix Commandements de Julien Duvivier (dialogues sur le sketch Tu ne déroberas point)
- 1962 : Le Voyage à Biarritz de Gilles Grangier (scénario, non crédité au générique)
- 1963 : Mélodie en sous-sol d'Henri Verneuil (scénario et dialogues)
- 1963 : Carambolages de Marcel Bluwal (dialogues)
- 1963 : Les Tontons flingueurs de Georges Lautner (dialogues)
- 1963 : Teuf-teuf (TV) de Georges Folgoas (scénario)
- 1964 : Des pissenlits par la racine de Georges Lautner (dialogues)
- 1964 : Cent Mille Dollars au soleil d'Henri Verneuil (dialogues)
- 1964 : Les Barbouzes de Georges Lautner (scénario et dialogues)
- 1964 : Une foule enfin réunie (court-métrage) de Monique Chapelle (scénario)
- 1964 : Une souris chez les hommes ou Un drôle de caïd de Jacques Poitrenaud (adaptation et dialogues)
- 1965 : Par un beau matin d'été de Jacques Deray (dialogues)
- 1965 : La Chasse à l'homme d'Édouard Molinaro (scénario)
- 1965 : La Métamorphose des cloportes de Pierre Granier-Deferre (scénario et dialogues)
- 1965 : Quand passent les faisans d'Édouard Molinaro (dialogues)
- 1965 : Les Bons Vivants de Gilles Grangier & Georges Lautner (scénario, dialogues et adaptation)
- 1966 : Sale temps pour les mouches de Guy Lefranc (scénario et dialogues)
- 1966 : Ne nous fâchons pas de Georges Lautner (scénario et dialogues)
- 1966 : Tendre Voyou de Jean Becker (dialogues)
- 1967 : La Grande Sauterelle de Georges Lautner (scénario et dialogues)
- 1967 : Un idiot à Paris de Serge Korber (scénario et dialogues)
- 1967 : Toutes folles de lui de Norbert Carbonnaux (dialogues)
- 1967 : Johnny Banco d'Yves Allégret (dialogues)
- 1967 : Fleur d'oseille de Georges Lautner (scénario)
- 1967 : Max le débonnaire (série TV) de Gilles Grangier, Yves Allégret et Jacques Deray (scénario)
- 1968 : La Petite Vertu de Serge Korber (scénario et dialogues)
- 1968 : Le Pacha de Georges Lautner (scénario et dialogues)
- 1969 : Sous le signe du taureau de Gilles Grangier (adaptation et dialogues)

##### Années 1970
- 1971 : Le drapeau noir flotte sur la marmite
- 1973 : R comme Roger (Baxter!) de Lionel Jeffries (scénario)
- 1974 : OK Patron ! de Claude Vital : (scénario, non crédité au générique)
- 1974 : Vive la France : (voix off et scénario, co-écrit avec Henri Viard)
- 1975 : L'Incorrigible de Philippe de Broca (scénario et dialogues)
- 1976 : Le Grand Escogriffe de Claude Pinoteau (dialogues)
- 1976 : Le Corps de mon ennemi d'Henri Verneuil (scénario et dialogues)
- 1977 : Mort d'un pourri de Georges Lautner (scénario et dialogues)
- 1977 : L'Animal de Claude Zidi (scénario et dialogues)
- 1978 : Le Cavaleur de Philippe de Broca (scénario et dialogues)
- 1978 : Tendre Poulet de Philippe de Broca (scénario et dialogues)
- 1979 : Flic ou Voyou de Georges Lautner (scénario et dialogues)
- 1979 : Les Égouts du paradis de José Giovanni (dialogues)
- 1979 : La Fabuleuse histoire de Roland-Garros de Charles Gérard (court-métrage)(scénario)

##### Années 1980
- 1980 : Le Guignolo de Georges Lautner (dialogues)
- 1980 : On a volé la cuisse de Jupiter de Philippe de Broca (scénario et dialogues)
- 1980 : Le Coucou (Il lupo e l'agnello) de Francesco Massaro (dialogues)
- 1980 : L'Entourloupe de Gérard Pirès (scénario et dialogues)
- 1980 : Pile ou face de Robert Enrico (scénario et dialogues)
- 1981 : Le Professionnel de Georges Lautner (dialogues)
- 1981 : Garde à vue de Claude Miller (dialogues)
- 1981 : Est-ce bien raisonnable ? de Georges Lautner (dialogues)
- 1982 : Espion, lève-toi d'Yves Boisset (scénario et dialogues)
- 1983 : Mortelle Randonnée de Claude Miller (adaptation et dialogues)
- 1983 : Le Marginal de Jacques Deray (dialogues)
- 1984 : Canicule d'Yves Boisset (scénario et dialogues)
- 1984 : Les Morfalous d'Henri Verneuil (scénario et dialogues)
- 1985 : On ne meurt que deux fois de Jacques Deray (adaptation et dialogues) (film sorti à titre posthume)
- 1985 : La Cage aux folles 3 de Georges Lautner (scénario) (film sorti à titre posthume)

#### En tant qu'acteur
- 1968 : Faut pas prendre les enfants du bon Dieu pour des canards sauvages
- 1969 : Une veuve en or
- 1970 : Elle boit pas, elle fume pas, elle drague pas, mais… elle cause !
- 1970 : Sortie de secours de Roger Kahane
- 1973 : C'est jeune et ça sait tout de Claude Mulot
- 1974 : Vive la France : narrateur (voix off)
- 1974 : Comment réussir quand on est con et pleurnichard
- 1975 : Chantons sous l'Occupation d'André Halimi
- 1977 : Tendre Poulet de Philippe de Broca (voix)

#### Réalisation, dialogues et scénario
Note : Films dont Michel Audiard a signé la réalisation, le scénario et les dialogues.
- 1951 : La Marche (moyen métrage)
- 1968 : Faut pas prendre les enfants du bon Dieu pour des canards sauvages
- 1969 : Une veuve en or
- 1969 : Elle boit pas, elle fume pas, elle drague pas, mais… elle cause !
- 1970 : Le Cri du cormoran le soir au-dessus des jonques
- 1971 : Le drapeau noir flotte sur la marmite
- 1972 : Elle cause plus... elle flingue
- 1974 : Comment réussir quand on est con et pleurnichard
- 1974 : Vive la France (documentaire satirique sur l'histoire de France)
- 1974 : Bons baisers... à lundi

### Michel Audiard et le box-office
Films qui dépassent les deux millions d'entrées,:
| Film                                                               | Année | Réalisateur            | Entrées   |
| ------------------------------------------------------------------ | ----- | ---------------------- | --------- |
| Les Trois Mousquetaires                                            | 1953  | André Hunebelle        | 5 534 739 |
| Le Professionnel                                                   | 1981  | Georges Lautner        | 5 243 511 |
| Le Marginal                                                        | 1983  | Jacques Deray          | 4 956 822 |
| Un taxi pour Tobrouk                                               | 1961  | Denys de La Patellière | 4 945 868 |
| Babette s'en va-t-en guerre                                        | 1959  | Christian-Jaque        | 4 657 610 |
| Archimède le clochard                                              | 1959  | Gilles Grangier        | 4 073 891 |
| Les Grandes Familles                                               | 1958  | Denys de La Patellière | 4 042 041 |
| Flic ou Voyou                                                      | 1979  | Georges Lautner        | 3 950 691 |
| L'Ennemi public nº 1                                               | 1953  | Henri Verneuil         | 3 754 112 |
| Les Morfalous                                                      | 1984  | Henri Verneuil         | 3 621 540 |
| Caroline chérie                                                    | 1951  | Richard Pottier        | 3 602 845 |
| Mélodie en sous-sol                                                | 1963  | Henri Verneuil         | 3 518 083 |
| Les Vieux de la vieille                                            | 1960  | Gilles Grangier        | 3 477 455 |
| Cent Mille Dollars au soleil                                       | 1964  | Henri Verneuil         | 3 436 161 |
| Rue des prairies                                                   | 1959  | Denys de La Patellière | 3 412 201 |
| Les Tontons flingueurs                                             | 1963  | Georges Lautner        | 3 321 121 |
| Le Baron de l'écluse                                               | 1960  | Jean Delannoy          | 3 161 233 |
| L'Animal                                                           | 1977  | Claude Zidi            | 3 157 789 |
| Gas-oil                                                            | 1955  | Gilles Grangier        | 3 096 411 |
| Maigret tend un piège                                              | 1958  | Jean Delannoy          | 3 076 005 |
| La Française et l'Amour (sketch : L'Adultère)                      | 1960  | Henri Verneuil         | 3 056 737 |
| La Bande à papa                                                    | 1956  | Guy Lefranc            | 2 913 256 |
| Poisson d'avril                                                    | 1954  | Gilles Grangier        | 2 888 610 |
| Le Guignolo                                                        | 1980  | Georges Lautner        | 2 876 016 |
| Maigret et l'Affaire Saint-Fiacre                                  | 1959  | Jean Delannoy          | 2 868 465 |
| Le cave se rebiffe                                                 | 1961  | Gilles Grangier        | 2 812 814 |
| Le Président                                                       | 1961  | Henri Verneuil         | 2 785 528 |
| Adorables Créatures                                                | 1952  | Christian-Jaque        | 2 711 082 |
| Ma femme est formidable                                            | 1951  | André Hunebelle        | 2 632 597 |
| L'Incorrigible                                                     | 1975  | Philippe de Broca      | 2 568 325 |
| Garou-Garou, le passe-muraille                                     | 1951  | Jean Boyer             | 2 566 767 |
| Méfiez-vous des blondes                                            | 1951  | André Hunebelle        | 2 525 659 |
| Les Barbouzes                                                      | 1964  | Georges Lautner        | 2 430 611 |
| Un singe en hiver                                                  | 1962  | Henri Verneuil         | 2 416 520 |
| Mission à Tanger                                                   | 1949  | André Hunebelle        | 2 279 374 |
| Le Désordre et la Nuit                                             | 1958  | Gilles Grangier        | 2 171 400 |
| Elle boit pas, elle fume pas, elle drague pas, mais… elle cause !  | 1970  | Michel Audiard         | 2 148 506 |
| Pourquoi viens-tu si tard ?                                        | 1959  | Henri Decoin           | 2 111 564 |
| Le rouge est mis                                                   | 1957  | Gilles Grangier        | 2 104 394 |
| Garde à vue                                                        | 1981  | Claude Miller          | 2 098 038 |
| Retour de manivelle                                                | 1958  | Denys de La Patellière | 2 083 608 |
| Les lions sont lâchés                                              | 1961  | Henri Verneuil         | 2 054 954 |
| Le Pacha                                                           | 1968  | Georges Lautner        | 2 050 211 |
| Les Amours célèbres                                                | 1961  | Michel Boisrond        | 2 024 604 |
| Faut pas prendre les enfants du bon dieu pour des canards sauvages | 1968  | Michel Audiard         | 2 006 177 |

## Récompenses et distinctions
- Chevalier de la Légion d'honneur : le 28 avril 1976, remise des insignes par Jean Gabin.

### Récompenses
- 1964 : Edgar du meilleur film étranger pour Mélodie en sous-sol (partagé avec Henri Verneuil et Albert Simonin)
- 1974 : Prix Courteline
- 1982 : César du meilleur scénario original ou adaptation pour Garde à vue (partagé avec Claude Miller et Jean Herman)

### Nominations
- 1978 : César du meilleur scénario original ou adaptation pour Mort d'un pourri
- 1986 : César du meilleur scénario original ou adaptation pour On ne meurt que deux fois (partagé avec Jacques Deray)